# Division 2 1958/59
Die Division 2 1958/59 war die 20. Austragung der zweithöchsten französischen Fußballliga. Zweitligameister wurde Le Havre AC.

## Vereine
Teilnahmeberechtigt waren die 18 Vereine, die nach der vorangegangenen Spielzeit weder in die erste Division aufgestiegen waren noch ihre Lizenz – freiwillig oder gezwungen – aufgegeben hatten; dazu kamen zwei Erstligaabsteiger.
Somit spielten in dieser Saison folgende 20 Mannschaften um die Meisterschaft der Division 2:
- eine Mannschaft aus dem äußersten Norden (CO Roubaix-Tourcoing),
- vier aus Paris beziehungsweise der Champagne (CA Paris, Stade Français Paris, Red Star Olympique, AS Troyes-Savinienne),
- drei aus dem Nordosten (US Forbach, Absteiger FC Metz, Racing Club Franc-Comtois Besançon),
- vier aus dem Westen (Le Havre AC, FC Rouen, FC Nantes, Girondins Bordeaux),
- acht aus dem Süden (FC Grenoble, FC Perpignan, Absteiger AS Béziers, FC Sète, SO Montpellier, AS Aix, SC Toulon, AS Cannes).

Der erste Spieltag fand am 17. August 1958 statt, der 38. und letzte am 31. Mai 1959. Eine Winterpause gab es nicht; auch für den 21. beziehungsweise 28. Dezember sowie den 4. Januar waren jeweils komplette Spieltage angesetzt.
Einen direkten Auf- und Abstieg in Abhängigkeit vom sportlich erzielten Ergebnis gab es lediglich zwischen erster und zweiter Profi-Division; nach dem Zweiten Weltkrieg war über einige Jahre ein Abstieg in die dritthöchste Spielklasse eingeführt worden, der allerdings inzwischen nicht mehr in Kraft war. Ein Zweitdivisionär konnte also alleine in dem Fall absteigen, dass er seine Lizenz abgab oder sie ihm entzogen wurde. Bisherige Amateurmannschaften hingegen konnten auch weiterhin nur dann zur folgenden Saison in die Division 2 aufsteigen, wenn sie vom zuständigen Verband FFF die Genehmigung erhielten, professionellen Status anzunehmen.
Auch in dieser Saison gab es keine Relegation zwischen dem am schlechtesten platzierten Erstligisten, der nicht direkt abstieg, und dem besten, nicht direkt aufstiegsberechtigten Zweitligisten mehr.

## Saisonverlauf
Jede Mannschaft trug gegen jeden Gruppengegner ein Hin- und ein Rückspiel aus, einmal vor eigenem Publikum und einmal auswärts. Es galt die Zwei-Punkte-Regel; bei Punktgleichheit gab das Torverhältnis den Ausschlag für die Platzierung. In Frankreich wird bei der Angabe des Punktverhältnisses ausschließlich die Zahl der Pluspunkte genannt; hier geschieht dies in der in Deutschland zu Zeiten der 2-Punkte-Regel üblichen Notation.
Der Aufstieg Le Havres und von Stade Français stand bereits im April 1959 rechnerisch fest. Für die Normannen hatte dies den Vorteil, sich ganz auf ihren Parcours im Landespokal konzentrieren zu können, in dem sie Mitte Mai nach einem Wiederholungs-Endspiel als erster Zweitligist überhaupt sogar die Trophäe gewannen und 14 Tage später auch die Zweitligameisterschaft feiern konnten. Hinter diesen beiden entwickelte sich ein Kampf um die beiden verbleibenden Aufstiegsränge, an dem bis in den Mai hinein ein gutes halbes Dutzend Kontrahenten beteiligt war, darunter beide Erstligaabsteiger (Metz und Béziers), aber mit Grenonle, Besançon und Sète auch drei der vier Letztplatzierten aus der vorangegangenen Spielzeit der zweiten Division. Nach dem letzten Spieltag waren es dann Toulon und Bordeaux, die sich einen Zwei-Punkte-Vorsprung erarbeitet hatten.
Am unteren Ende des Abschlussklassements fanden sich mit Aix und Schlusslicht CA Paris zwei Mannschaften wieder, die dort auch in den zurückliegenden Jahren schon regelmäßig vorzufinden gewesen waren. Auch Red Star Olympique aus Saint-Ouen zeigte als Vorletzter einmal mehr, weshalb die 1950er Jahre, allen finanziellen Anstrengungen zum Trotz, als Krisenjahrzehnt der Vereinsgeschichte gelten, das zwölf Monate später sogar in den Zwangsabstieg in die regionale Amateurspielklasse (Division d’Honneur) münden sollte.
In den 380 Begegnungen wurden 1.177 Treffer erzielt; das entspricht einem Mittelwert von 3,1 Toren je Spiel. Die Torjägerkrone gewann zum dritten Mal seit 1955 der Niederländer Petrus van Rhijn, der inzwischen für Stade Français spielte, mit 31 Treffern. Nach Saisonende gab der FC Perpignan seinen Profistatus auf. Zur folgenden Spielzeit kamen vier Absteiger aus der Division 1 (FC Nancy, OSC Lille, Olympique Alès und Olympique Marseille) hinzu. Außerdem erteilte der Fußballverband der US Boulogne wieder eine Profilizenz, die der Verein zuletzt 1938/39 besessen hatte.

## Abschlusstabelle
| Pl. | Verein               | Sp. | S  | U  | N  | Tore    | Quote | Punkte |
| --- | -------------------- | --- | -- | -- | -- | ------- | ----- | ------ |
| 1.  | Le Havre AC          | 38  | 24 | 7  | 7  | 093:400 | 2,33  | 55:21  |
| 2.  | Stade Français Paris | 38  | 21 | 10 | 7  | 086:460 | 1,87  | 52:24  |
| 3.  | SC Toulon            | 38  | 17 | 10 | 11 | 082:630 | 1,30  | 44:32  |
| 4.  | Girondins Bordeaux   | 38  | 17 | 10 | 11 | 069:560 | 1,23  | 44:32  |
| 5.  | FC Grenoble          | 38  | 18 | 6  | 14 | 065:510 | 1,27  | 42:34  |
| 6.  | FC Metz (A)          | 38  | 13 | 15 | 10 | 049:500 | 0,98  | 41:35  |
| 7.  | Racing FC Besançon   | 38  | 14 | 12 | 12 | 069:540 | 1,28  | 40:36  |
| 8.  | FC Sète              | 38  | 17 | 6  | 15 | 044:570 | 0,77  | 40:36  |
| 9.  | SO Montpellier       | 38  | 16 | 7  | 15 | 064:550 | 1,16  | 39:37  |
| 10. | AS Béziers (A)       | 38  | 13 | 12 | 13 | 058:540 | 1,07  | 38:38  |
| 11. | US Forbach           | 38  | 16 | 6  | 16 | 060:640 | 0,94  | 38:38  |
| 12. | FC Rouen             | 38  | 14 | 9  | 15 | 074:590 | 1,25  | 37:39  |
| 13. | AS Troyes-Savinienne | 38  | 13 | 11 | 14 | 049:510 | 0,96  | 37:39  |
| 14. | FC Nantes            | 38  | 13 | 9  | 16 | 049:590 | 0,83  | 35:41  |
| 15. | FC Perpignan         | 38  | 11 | 13 | 14 | 042:580 | 0,72  | 35:41  |
| 16. | CO Roubaix-Tourcoing | 38  | 11 | 12 | 15 | 057:630 | 0,90  | 34:42  |
| 17. | AS Cannes            | 38  | 10 | 12 | 16 | 050:640 | 0,78  | 32:44  |
| 18. | AS Aix               | 38  | 11 | 6  | 21 | 049:740 | 0,66  | 28:48  |
| 19. | Red Star Olympique   | 38  | 9  | 8  | 21 | 034:720 | 0,47  | 26:50  |
| 20. | CA Paris             | 38  | 7  | 9  | 22 | 034:870 | 0,39  | 23:53  |

Platzierungskriterien: 1. Punkte – 2. Torquotient – 3. geschossene Tore
| (A) | Absteiger aus der Division 1 1957/58 |